# Vattenbrist

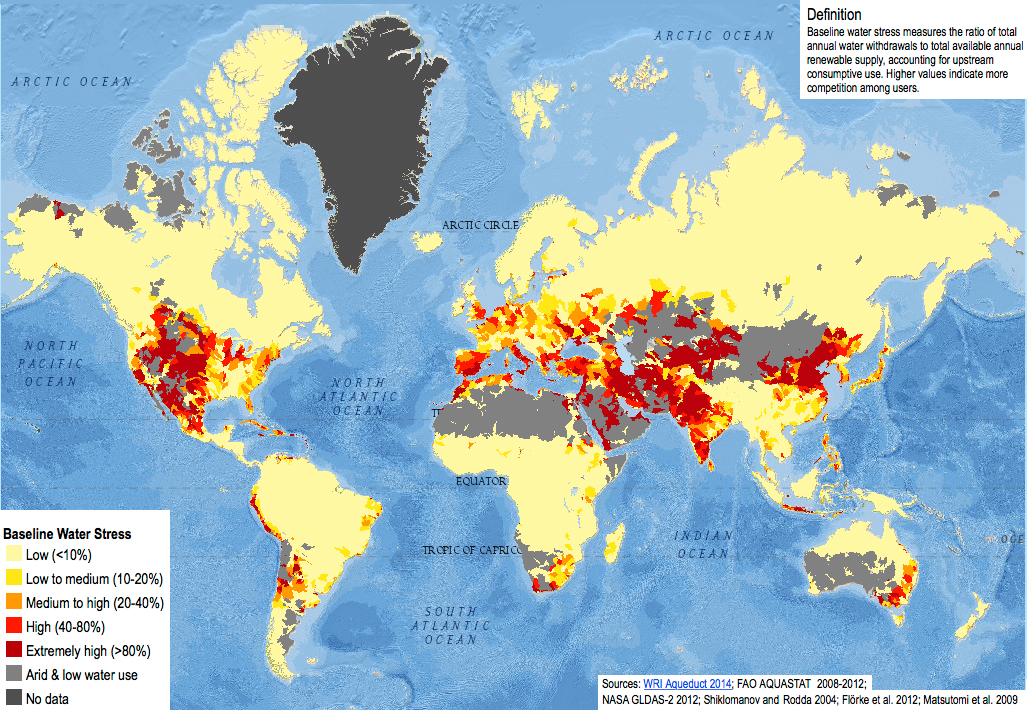
Grundbelastning per region: förhållandet mellan totalt årligt vattenuttag och totalt tillgängligt årligt förnybart utbud, kompenserat för uppströms konsumtion.

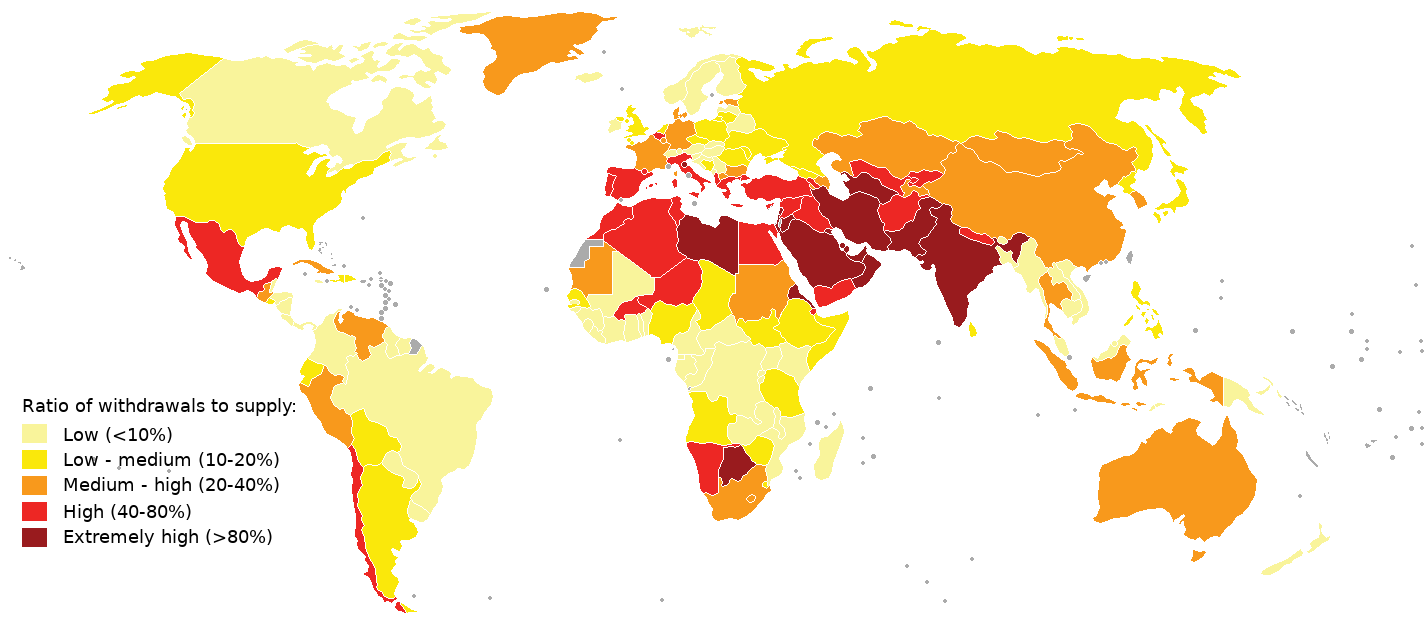
Grundbelastning per land.

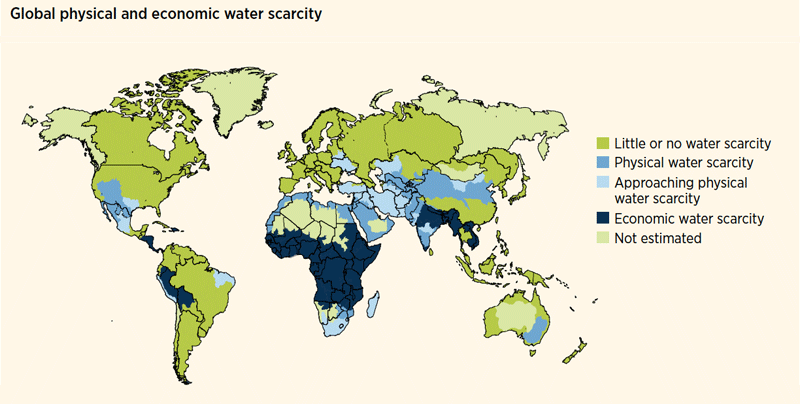
Global fysisk och ekonomisk vattenbrist.

Vattenbrist är när efterfrågan på användbart vatten överstiger tillgången på en marknad, men kan också avse att lokala sötvattenresurser inte är tillräckliga för att möta lokal efterfrågan på tjänligt vatten. 
Vattenbrist  i form av otillräckliga sötvattenresurser förekommer på varje kontinent och noterades 2019 av World Economic Forum som en av de största globala riskerna när det gäller potentiell påverkan under det kommande decenniet. Det manifesteras av delvis eller ingen tillfredsställelse av uttryckt efterfrågan, ekonomisk konkurrens om vattenkvantitet eller kvalitet, tvister mellan användare, irreversibel uttömning av grundvatten och negativa miljöpåverkan. Två tredjedelar av den globala befolkningen (4 miljarder människor) lever med svår vattenbrist minst en månad under året. En halv miljard människor i världen möter svår vattenbrist året runt. I hälften av världens största städer förekommer vattenbrist.
Bara 0,014 procent av allt vatten på jorden är lättillgängligt sötvatten. Av det återstående vattnet är 97 procent saltvatten och knappt 3 procent svåråtkomligt sötvatten. Tekniskt sett finns det tillräcklig mängd sötvatten på eller i jorden, men på grund av ojämn fördelning (förvärras av klimatförändringarna) det vill säga några mycket våta och några mycket torra geografiska områden, plus en kraftig ökning av den globala industrins efterfrågan på sötvatten under de senaste decennierna, står mänskligheten inför en vattenkris. Efterfrågan förväntas överstiga tillgången med 40 procent 2030, om nuvarande trender fortsätter.
Centralt för den globala vattenbristen är den geografiska och tidsmässiga överensstämmelsen mellan sötvattens efterfrågan och tillgänglighet. Ökande världsbefolkning, förbättrad levnadsstandard, ändrade konsumtionsmönster och utvidgning av konstbevattnat jordbruk är de viktigaste drivkrafterna för den ökande globala efterfrågan på vatten. Klimatförändringar, såsom förändrade vädermönster (såsom torka eller översvämningar), avskogning, ökad förorening, växthusgaser och slösande användning av vatten kan orsaka otillräcklig tillgång. På global nivå och på årsbasis finns tillräckligt med sötvatten tillgängligt för att möta en sådan efterfrågan, men rumsliga och tidsmässiga variationer av vattenbehov och tillgänglighet är stora, vilket leder till (fysisk) vattenbrist i flera delar av världen under specifika tider på året. Alla orsaker till vattenbrist är relaterade till mänskliga störningar i vattencykeln. Knappheten varierar över tid till följd av naturlig hydrologisk variation, men varierar ännu mer som en funktion av rådande ekonomisk politik, planering och förvaltningsmetoder. Knapphet kan förväntas öka med de flesta former av ekonomisk utveckling, men om korrekt identifierade kan många av dess orsaker förutsägas, undvikas eller mildras.
Vissa länder har visat att minskad vattenanvändning inte omöjliggör ekonomisk tillväxt. Till exempel i Australien minskade vattenförbrukningen med 40 procent mellan 2001 och 2009 medan ekonomin växte med mer än 30 procent. FN:s internationella resurspanel menar att regeringar har investerat i ineffektiva lösningar: megaprojekt som dammar, kanaler, vattenledningar, rörledningar och vattenreservoarer, som i allmänhet varken är miljömässigt eller ekonomiskt hållbara. Enligt panelen är det mest kostnadseffektiva sättet att frikoppla vattenanvändningen från ekonomisk tillväxt att regeringar skapar strategier för vattenhantering som tar hänsyn till hela vattencykeln, från källa till distribution, ekonomisk användning, behandling, återvinning, återanvändning och återförande till miljön.

## Utbud och efterfrågan

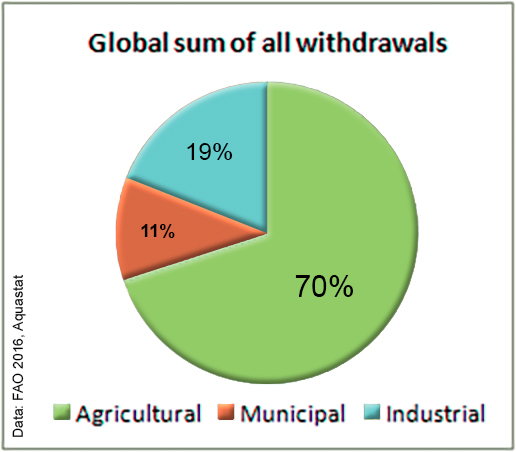
Global användning av sötvatten, FAO-data 2016.

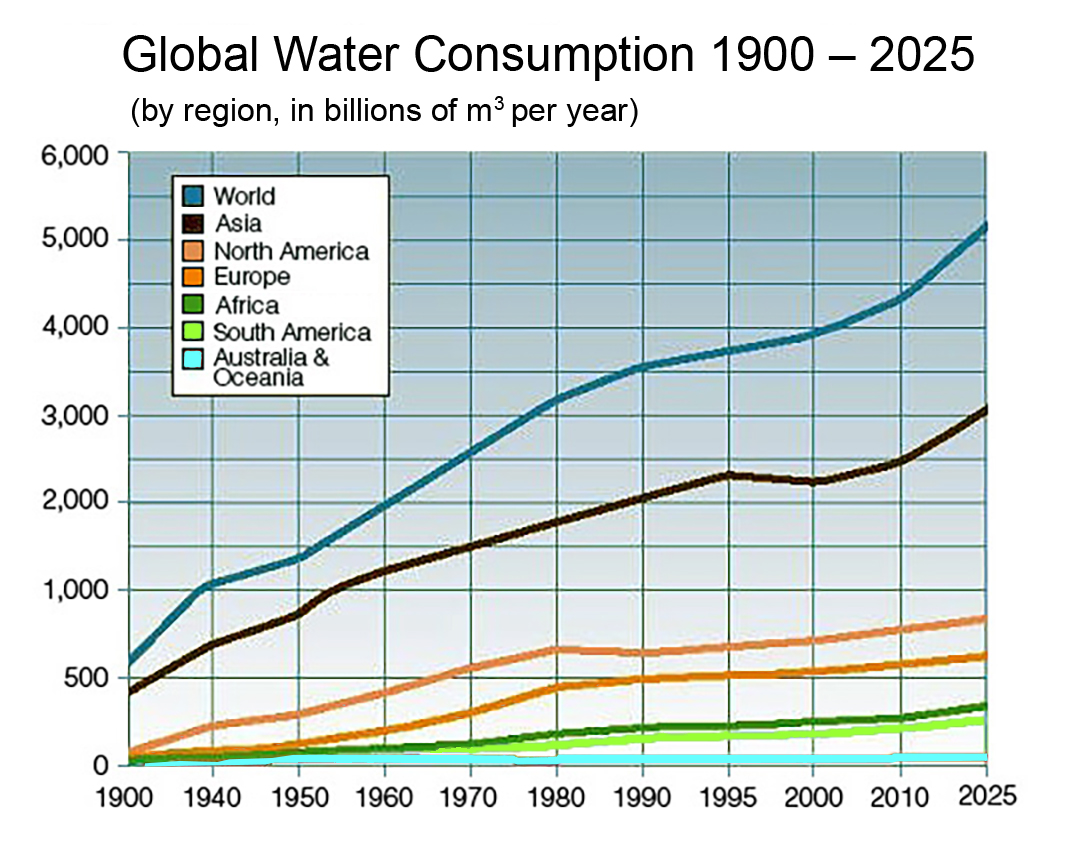
Global vattenförbrukning 1900–2025, efter region, i miljarder m3 per år

Den totala mängden lättillgängligt sötvatten på jorden, i form av ytvatten ( floder och sjöar ) eller grundvatten (till exempel i vattenmassor), är 14 000 kubikkilometer. Av den totala mängden används "bara" 5 000 kubikkilometer av mänskligheten. Därför finns det i teorin mer än tillräckligt med sötvatten tillgängligt för att möta kraven från den nuvarande världsbefolkningen på mer än 8 miljarder människor och till och med stödja befolkningstillväxten till 9 miljarder eller mer. På grund av den ojämna geografiska fördelningen och särskilt den ojämna vattenförbrukningen är det dock en knapp resurs i vissa delar av världen och för vissa delar av befolkningen.
Knapphet till följd av konsumtion orsakas främst av den omfattande användningen av vatten inom jordbruk/boskapsskötsel och industri. Människor i utvecklade länder använder vanligtvis omkring tio gånger mer vatten dagligen än de i utvecklingsländerna. En stor del av detta är indirekt användning i vattenintensiva jordbruk och industriella produktionsprocesser av konsumentvaror, såsom frukt, oljeväxter och bomull. Eftersom många av dessa produktionskedjor har globaliserats, används och förorenas mycket vatten i utvecklingsländer för att producera varor avsedda för konsumtion i utvecklade länder.

## Fysisk och ekonomisk knapphet
Vattenbrist delas in i två olika typer:
- Fysisk vattenbrist är otillräckliga sötvattenresurser för att tillgodose ett områdes behov vid en viss tidpunkt.
- Ekonomisk vattenbrist är bristande hantering av tillräckliga sötvattenresurser vilket resulterar i ojämlik tillgång till sötvatten.

Enligt FN:s utvecklingsprogram är ekonomisk vattenbrist oftast orsaken i länder eller regioner som upplever vattenbrist, eftersom de flesta länder eller regioner har tillräckligt med vatten för att tillgodose behoven hos hushåll, industri, jordbruk och miljö, men vissa människor – särskilt fattiga – är systematiskt utestängda från tillgång till vatten på grund av sin fattigdom, genom begränsade lagliga rättigheter eller av en politik som begränsar tillgången till den infrastruktur som levererar vatten.
Omkring en femtedel av världens befolkning bor för närvarande i regioner som påverkas av fysisk vattenbrist, där det finns otillräckliga vattenresurser för att möta landets eller regionens efterfrågan, inklusive det vatten som behövs för att uppfylla ekosystemets efterfrågan för att fungera effektivt. Torra regioner lider ofta av fysisk vattenbrist. Den kan vara säsongsbunden och uppkomma under en begränsad tid på året. Den förekommer emellertid också där vatten verkar finnas i riklig mängd men där resurserna är överansträngda, till exempel när det finns överutveckling av infrastruktur för konstbevattning. Symtom på fysisk vattenbrist inkluderar miljöförstöring och sjunkande grundvattennivå samt andra former av utnyttjande eller överanvändning.
Ekonomisk vattenbrist orsakas av bristande investeringar i infrastruktur eller teknik för att hämta vatten från floder, sjöar eller andra vattenkällor eller av otillräcklig arbetskapacitet för att tillgodose efterfrågan på vatten. En fjärdedel av världens befolkning påverkas av ekonomisk vattenbrist. Ekonomisk vattenbrist inkluderar brist på infrastruktur, vilket gör att människor utan tillförlitlig tillgång till vatten måste förflytta sig långa avstånd för att hämta vatten, vilket ofta är förorenat, från floder för hushållsbruk och jordbruk. Stora delar av Afrika lider av ekonomisk vattenbrist och utveckling av vatteninfrastruktur i dessa områden kan därför bidra till att minska fattigdomen. Kritiska förhållanden uppstår ofta för ekonomiskt fattiga och politiskt svaga samhällen som lever i en redan torr miljö. Konsumtionen ökar med BNP per capita. I de flesta utvecklade länder är förbrukningen i genomsnittet ca 200–300 liter dagligen. I underutvecklade länder (t.ex. afrikanska länder som Moçambique) var den genomsnittliga dagliga vattenförbrukningen per capita under 10 liter. Detta skall ses mot bakgrund av att internationella organisationer rekommenderar att minst 20 liter vatten (inklusive vatten som behövs för att tvätta kläder), skall vara tillgänglig högst 1 km från hushållet. Ökad vattenförbrukning korreleras med ökande inkomst, mätt med BNP per capita. Handel med vattenrättigheter på privata marknader är en metod för att skapa jämlikhet i vattentillgången. Genom att tillåta till exempel bönder att sälja sitt vatten skapas möjligheter att fördela en knapp resurs till mer produktiva ändamål samtidigt som bönder kompenseras och får en ny intäkt. I praktiken har dock marknadslösningar ibland resulterat i större ojämlikhet och marknadsstörningar orsakade av ojämlika maktförhållanden och ofullständig information. I länder som lider av vattenbrist är vatten föremål för spekulation.

## Effekter på miljön
Vattenbrist har många negativa effekter på miljön, såsom negativa effekter på sjöar, floder, dammar, våtmarker och andra färskvattenresurser. Den resulterande vattenanvändningen som är relaterad till vattenbrist, ofta inom områden med bevattningslantbruk, skadar miljön på flera sätt inklusive ökad försaltning,  näringsföroreningar och förlust av överflödningar och våtmarker. Vidare gör vattenknapphet hanteringen av vattenströmmar i stadsmiljöer problematisk.

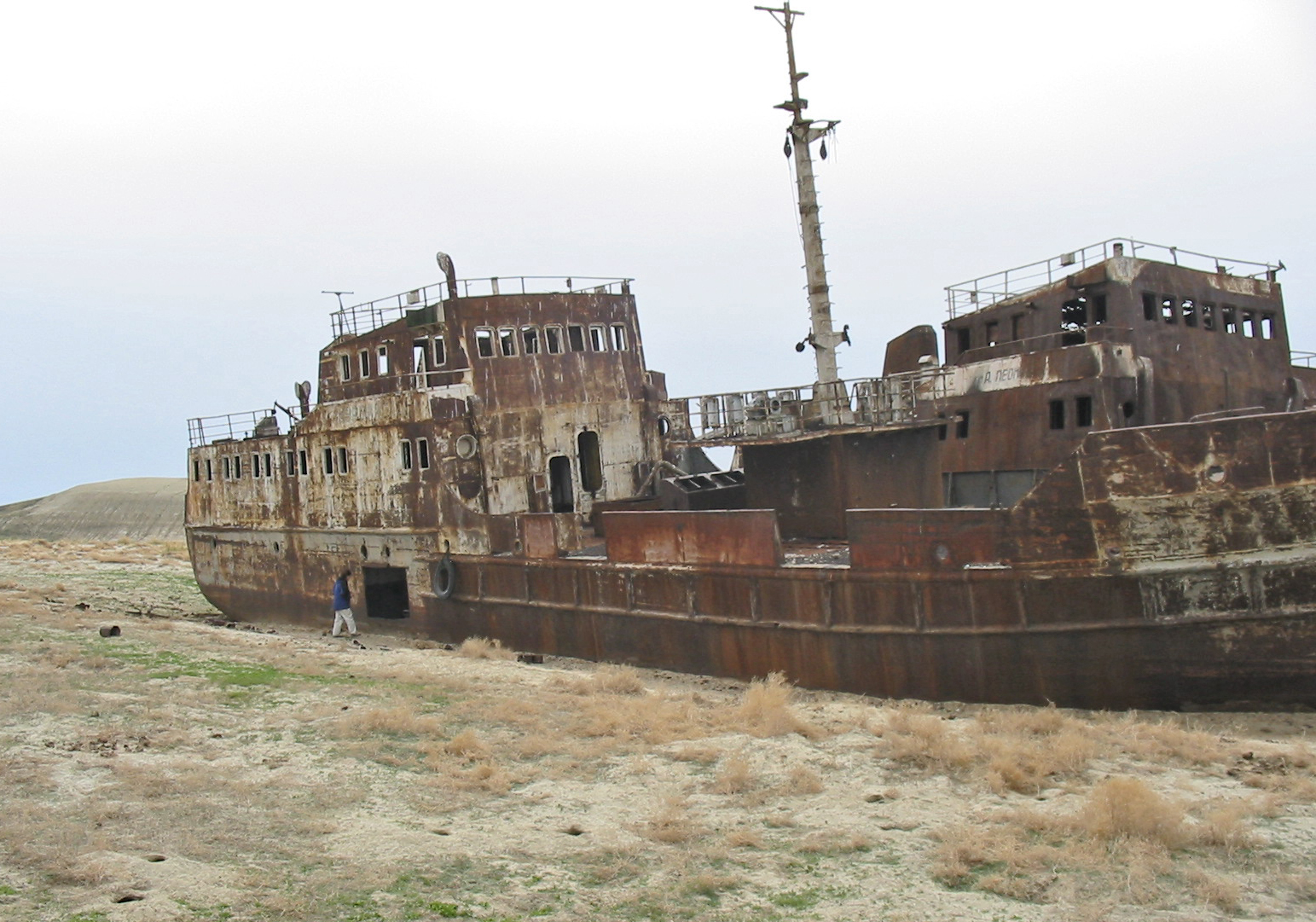
Ett övergivet fartyg i den dåvarande Aralsjön, nära Aral, Kazahkstan

Under de senaste hundra åren har mer än hälften av jordens våtmarker förstörts och försvunnit. Dessa våtmarker är viktiga inte bara för att de är livsmiljöerna för många arter av däggdjur, fåglar, fiskar, paddor och ryggradslösa djur, utan de är en förutsättning för odlingen av ris och andra livsmedelsgrödor samt ger vattenfiltrering och skydd mot stormar och översvämningar. Sötvattenssjöar som Aralsjön i centrala Asien har också drabbats. En gång den fjärde största sötvattensjön har den tappat mer än 58 000 kvadratkilometer yta och ökat kraftigt i saltkoncentration under tre decennier.
Sättningar, eller gradvis sjunkande landformer, är ett annat resultat av vattenknapphet. US Geological Survey uppskattar att insjuknandet har påverkat mer än 44 000 kvadratkilometer i 45 stater i USA, 80 procent av det på grund av grundvattenanvändning. I vissa områden öster om Houston, Texas, har landet sjunkit med mer än tre meter på grund av detta. Brownwood, ett distrikt nära Baytown, Texas, övergavs på grund av ofta förekommande översvämningar orsakade av sättning och har sedan dess blivit en del av Baytown Nature Center.

## Utarmning av sötvattenresurser

Chadsjön har minskat med 90 procent sedan 1960-talet.

Förutom de konventionella ytvattenkällorna med sötvatten som floder och sjöar, har andra resurser av sötvatten som grundvatten och glaciärer blivit mer utvecklade källor och blivit den näst viktigaste källan till rent vatten. Grundvatten är vatten som har samlats under jordens yta och kan ge en användbar mängd vatten genom källor eller brunnar. Dessa områden där grundvatten samlas in kallas också akvifer. Glaciärer tillhandahåller sötvatten i form av smältvatten, eller sötvatten smält från snö eller is, som tillförs strömmar eller källor när temperaturen stiger. Fler och fler av dessa källor dras fram när konventionella källors användbarhet minskar på grund av faktorer som föroreningar eller uttorkning på grund av klimatförändringar. Mänsklig befolkningstillväxt är en betydande bidragande faktor i den ökande användningen av dessa typer av vattenresurser.

### Förnybara resurser för sötvatten
Förnybar sötvattenförsörjning är en modell som ofta används i samband med utvärdering av vattenbrist. Den här modellen är informativ eftersom den kan beskriva den totala tillgängliga vattenresursen som varje land innehåller. Genom att känna till den totala tillgängliga vattenkällan kan man få en idé om huruvida ett land är utsatt för fysisk vattenbrist. Modellen har sina fel genom att den är genomsnittlig. Nederbörd levererar vatten ojämnt över hela planeten varje år och årliga förnybara vattenresurser varierar från år till år. Detta statistik beskriver inte heller tillgängligheten för vatten för individer, hushåll, industrier eller regeringen. Slutligen, eftersom modellen är en beskrivning av ett helt land, visar den inte exakt huruvida ett land upplever vattenbrist. Kanada och Brasilien har till exempel båda mycket hög tillgänglig vattenförsörjning, men upplever ändå olika vattenrelaterade problem. Det kan noteras att tropiska länder i Asien och Afrika har låg tillgänglighet av sötvattenresurser.